# 南岳山站
南岳山站，原名贵阳东站，是位于贵州省贵阳市南明区龙家寨的一个铁路车站。车站建于1961年，有贵阳东线经过该站，现仅办理货运业务，不办理客运业务，曾经是贵阳市最大的货运站。车站货场面积26万平方米，设有9条货运线和5条专用线。2012年改貌站货场启用后本站货运量逐渐降低。由于沪昆高速铁路新设客运贵阳东站，原贵阳东站于2014年8月10日起改名南岳山站。
南明区当地政府于2020年计划对车站及周边棚户区进行征收改造。